# Ochrilidia nuragica
Ochrilidia nuragica is een rechtvleugelig insect uit de familie veldsprinkhanen (Acrididae). De wetenschappelijke naam van deze soort is voor het eerst geldig gepubliceerd in 1994 door Massa.
1. ↑  (en) Ochrilidia nuragica op de IUCN Red List of Threatened Species.